# 张峥
张峥（1969年—），浙江省长兴县人，曾为辽宁号航空母艦首位舰长。现任南部战区副参谋长。

## 生平
张峥出生于軍人家庭，曾就读于浙江省舟山市定海第一中学，1986年進入上海交通大学自动控制系。1990年毕业后，被分配进入东海舰队司令部，擔任助理工程师。1992年，赴海军大连舰艇学院舰艇作战指挥研究生班学习，1995年获得硕士学位。之后被分配到东海舰队驱逐舰某支队，历任部门长、参谋、副舰长及舰长等职位。2001年至2003年间，遠赴英国国防语言学院与英国三军联合指挥与参谋学院（Joint Services Command and Staff College）深造。2003年回到中国后，任东海舰队驱逐舰某支队副参谋长。2012年9月25日，任辽宁号航空母舰舰长。
2016年5月前，任中国人民解放军海军参谋长助理。
2017年，任山东号航空母舰编队（91910部队）首位司令员。

## 言论
2015年4月23日，海军成立66周年纪念日，时任辽宁舰舰长张峥在清华大学首次发表公开演讲时称：“拥有了自己的航母，只是我们梦的开始。我们需要的不仅仅是一艘能航行的航母，我们更需要的是一艘能打仗的航母。”